# ゾーン414
『ゾーン414』（Zone 414）は、ブライアン・エドワード・ヒルが脚本、アンドリュー・ベアードが監督を務めるアメリカのSFスリラー映画。出演はガイ・ピアース、マチルダ・ルッツ、トラヴィス・フィメル。
米国ではサバン・フィルムズにより配給された。

## あらすじ
近未来を舞台に、私立探偵のデビッド・カーマイケルが、偏屈な実業家マーロン・ヴェイトに雇われて、娘を探すことになる。デビッドは高度なAIとチームを組み、謎を解き明かしていく。

## キャスト
| 役名                     | 俳優                             | 日本語吹替           | 役柄 |
| 役名                     | 俳優                             | スター・チャンネル版 | 役柄 |
| ------------------------ | -------------------------------- | -------------------- | ---- |
| デヴィッド・カーマイケル | ガイ・ピアース                   | 木下浩之             |      |
| ジェーン                 | マチルダ・ルッツ                 | うえだ星子           |      |
| マーロン・ヴィート       | トラヴィス・フィメル             | 宮崎敦吉             |      |
| ジョセフ・ヴィート       | ジョナサン・アリス               | 青山穣               |      |
| ジェイデン               | アントニア・キャンベル＝ヒューズ | 松井暁波             |      |
| ロイヤル                 | オルウェン・フエレ               | 足立由夏             |      |
| アルファ                 | フィオヌラ・フラナガン           | 波乃りん             |      |
| ラッセル                 | ヨハネス・ヘイクル・ヨハネソン   | 星祐樹               |      |
| ホーソーン               | コリン・サーモン                 | 武蔵真之介           |      |
| アナウンサー             | マギー・クローニン               | ハートル実沙         |      |
| ジョージ                 | ネッド・デネヒー                 |                      |      |
| メリッサ・ヴィート       | ホリー・ドメイン                 | -                    |      |
| ハミルトン               | ジョリン・クック                 | -                    |      |

- スター・チャンネル版[1] - 初回放送：スターチャンネル1 2024年2月16日（金）21:00-22:50 - TV初放送[2]

演出 - 吉田啓介、翻訳 - 大嶋えいじ、調整 - 鈴木修二、録音 - 大石好誠

## 製作
2019年8月28日、トラヴィス・フィメルが本作の主役を演じることが発表された。2020年1月21日、ガイ・ピアースとマチルダ・ルッツがキャストに加わり、代わりに脇役を引き受けたフィメルに代わってピアースが主演を演じた。
主な撮影は、2020年2月6日から2月29日にかけて北アイルランドで行われた。